# 中央广播电视总台南海之声
中央广播电视总台南海之声（英語：Voice of the South China Sea），是中国国际广播电台专门面向南海及周边国家和地区进行广播的频率。

## 简介
南海之声于2013年4月9日开播，是中国首个为南海海域及周边国家和地区服务的多语种广播。节目通过调频及短波覆盖菲律宾、越南、印尼等南海周边国家、海南岛以及南海海域，其中调频广播以汉语普通话和英語播出，短波广播以汉语普通话、英语、菲律宾语、印尼语、越南语、马来语播出。

## 频率

### 调频广播
- 海南省三沙市永兴岛：101.0MHz
- 海南省琼海市：102.0MHz
- 海南省三亚市：89.1MHz[3]

### 短波广播
覆盖华南、南海、东南亚（广西南宁954台发射） 
北京时间(UTC+8)每日17:00-18:00  SW 11895kHz，9880kHz